# Capasa formosensis
Capasa formosensis là một loài bướm đêm trong họ Geometridae.